# Chirita pumila
Chirita pumila är en tvåhjärtbladig växtart som beskrevs av David Don. Chirita pumila ingår i släktet Chirita och familjen Gesneriaceae. Inga underarter finns listade i Catalogue of Life.